# 朱美瑜
朱美瑜（英語：Dolly Maizie Gee, 1959年7月1日—）是一位美国首位华人女性联邦法官，目前于美国加利福尼亚中区联邦地区法院担任首席法官。

## 生平
1959年出生于美国霍桑 (加利福尼亚州)一个华人家庭，父母是广东人。1981年毕业于加州大学洛杉矶分校法律系，1984年获得法律博士学位。1984年至1986年担任美国加利福尼亚东区联邦地区法院法官助理，1986年加入洛杉矶律所，1990年成为合伙人。

## 联邦法官
1999年5月27日被美国总统比尔·克林顿提名为美国加利福尼亚中区联邦地区法院法官，因为美国共和党控制美国参议院而未能通过。2009年8月6日被美国总统贝拉克·奥巴马提名为美国加利福尼亚中区联邦地区法院法官，2009年12月24日获得美国参议院正式通过，成为美国首位华人女性联邦法官。